# My Generation (sång)
My Generation är en låt och singel från 1965 av rockbandet The Who. Låten finns med på deras album My Generation, det är det sjätte spåret på skivan. Låten skrevs av gitarristen Pete Townsend.
Låten blev en stor hit i stora delar av världen och anses av många vara en av The Whos bästa låtar. En känd textrad från låten är I hope I die before I get old.
Magasinet Rolling Stone placerade låten på plats 11 på listan The 500 Greatest Songs of All Time. Rock and Roll Hall of Fame tog likväl med låten på sin lista 500 Songs that Shaped Rock'n'Roll. Låten är även invald i Grammy Hall of Fame sedan 1999.
Punkbandet KSMB har spelat in en svensk version av låten. De har dock inte översatt texten utan har endast använt sig av melodin till "My Generation".

## Medverkande
- Roger Daltrey - sång
- Pete Townshend -  gitarr och bakgrundssång
- John Entwistle - bas och bakgrundssång
- Keith Moon - trummor

## Listplaceringar
| Lista (1965-1966) | Position         |
| ----------------- | ---------------- |
| Finland           | 15               |
| Frankrike         | 13               |
| Irland            | 7                |
| Kanada            | 3                |
| Nederländerna     | 7                |
| Storbritannien    | 2                |
| Sverige           | 4 (Kvällstoppen) |
| Sverige           | 3 (Tio i topp)   |
| USA               | 74               |
| Vallonien         | 39               |
| Västtyskland      | 6                |
| Österrike         | 9                |